# Filipczański Wierch
Die Filipczański Wierch ist ein Berg in der polnischen Hohen Tatra mit einer Höhe von 1223 m n.p.m.

## Lage und Umgebung
Unterhalb des Gipfels liegt das Tal Dolina Filipka. 

## Etymologie
Der Name Filipczański Wierch lässt sich als Gipfel des Filip übersetzen. Gemeint ist ein nicht näher bekannter Filip, der Eigentümer der Alm Hala Filipka war. Der Name Hala Filipka wurde bereits 1666 gebraucht.

## Belege
- Zofia Radwańska-Paryska, Witold Henryk Paryski, Wielka encyklopedia tatrzańska, Poronin, Wyd. Górskie, 2004, ISBN 83-7104-009-1.
- Tatry Wysokie słowackie i polskie. Mapa turystyczna 1:25.000, Warszawa, 2005/06, Polkart ISBN 83-87873-26-8.